# Heiligtum bei den Quellen von Flerio

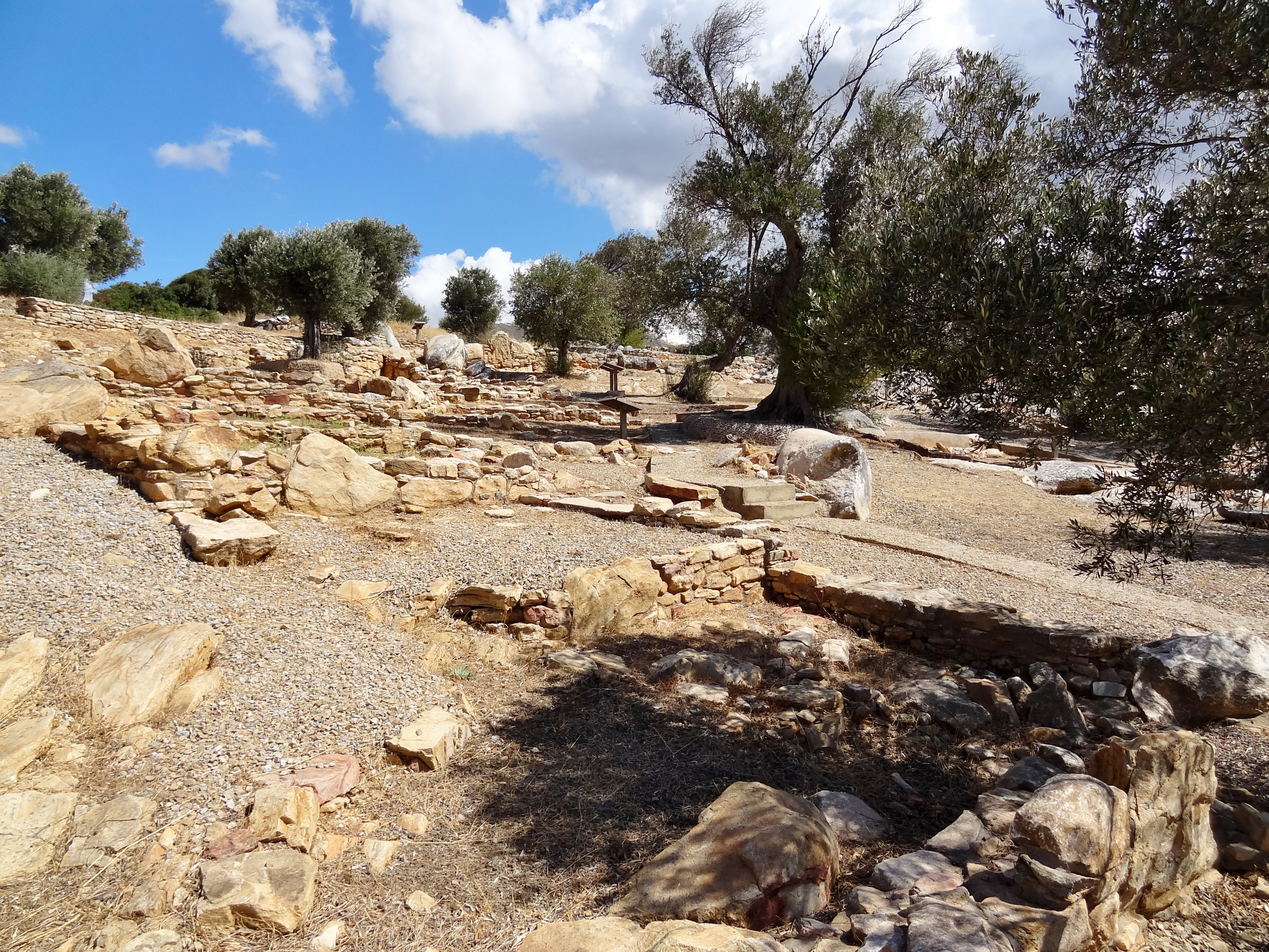
Heiligtum bei Flerio

Heiligtum bei den Quellen von Flerio (neugriechisch Ιερό στις πηγές του Φλεριού Iero stis piges tou Fleriou), auch Quellheiligtum bei Flerio (Ιερό των Πηγών στο Φλεριό Iero ton Pigon sto Flerio), ist die Bezeichnung einer archaischen Kultstätte auf der griechischen Kykladeninsel Naxos. In dem ab etwa 800 v. Chr. bezeugten Heiligtum wurde eine chthonische Fruchtbarkeitsgöttin verehrt.

## Geschichte
Das Heiligtum wurde während des 8. Jahrhunderts v. Chr. etwas oberhalb der Quellen von Flerio gegründet. Der Untergrund besteht aus Marmorgestein, das Bearbeitungsspuren durch Meißel aufweist. Zunächst wurde im Norden der Ausgrabungsstätte eine Mauer errichtet, an die sich südlich neben einem großen Marmorblock ein einräumiges, 5,4 × 6,4 Meter großes Gebäude aus ungeschnittenen und grob zugeschnittenen Steinen mit Flachdach anschloss. Das Dach stützten zwei Holzsäulen auf gekrümmten Marmorbasen. Westlich schloss sich eine Terrasse an, auf der man Brandopfer darbrachte. Zehn Meter unterhalb, im südlichen Bereich der Ausgrabungsstätte, befand sich zu dieser Zeit ein Nebengebäude mit drei Räumen, in denen wohl rituelle Mahlzeiten vorbereitet wurden.

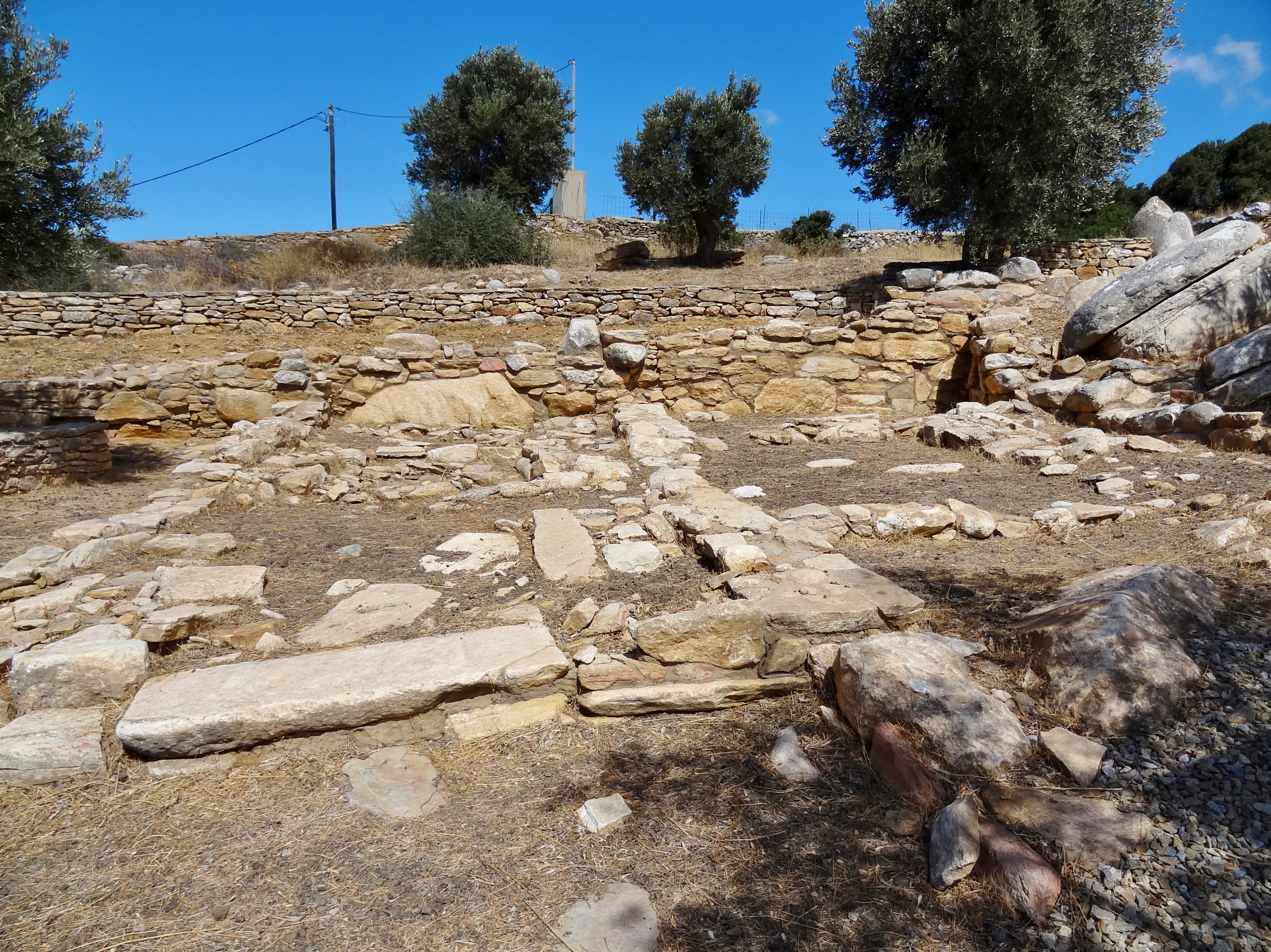
Fundamente der oberen Gebäude

Zwischen 640 und 625 v. Chr. riss man die Westwand des oberen Gebäudes ab und konstruierte an ihrer Stelle eine Zwischenwand zu einem sich anschließenden neuen Gebäude aus grob zugeschnittenen Marmorsteinen. Der auf der vormaligen Terrasse stehende, 4,5 × 7,6 Meter große Neubau hatte ein primitives Marmorportal, von dem sich die monolithische Schwelle mit Spuren der steinernen Türpfosten an den Seiten erhalten hat, die auf Steinquadern standen. Der heilige Ort der Brandopferstätte der Terrasse befand sich nun innerhalb eines Steinbogens genau im Zentrum des neuen Gebäudes. Neben der Erweiterung der nicht vollständig bebauten alten Terrasse Richtung Westen legte man im Südwesten der beiden Gebäude weitere Terrassen an.

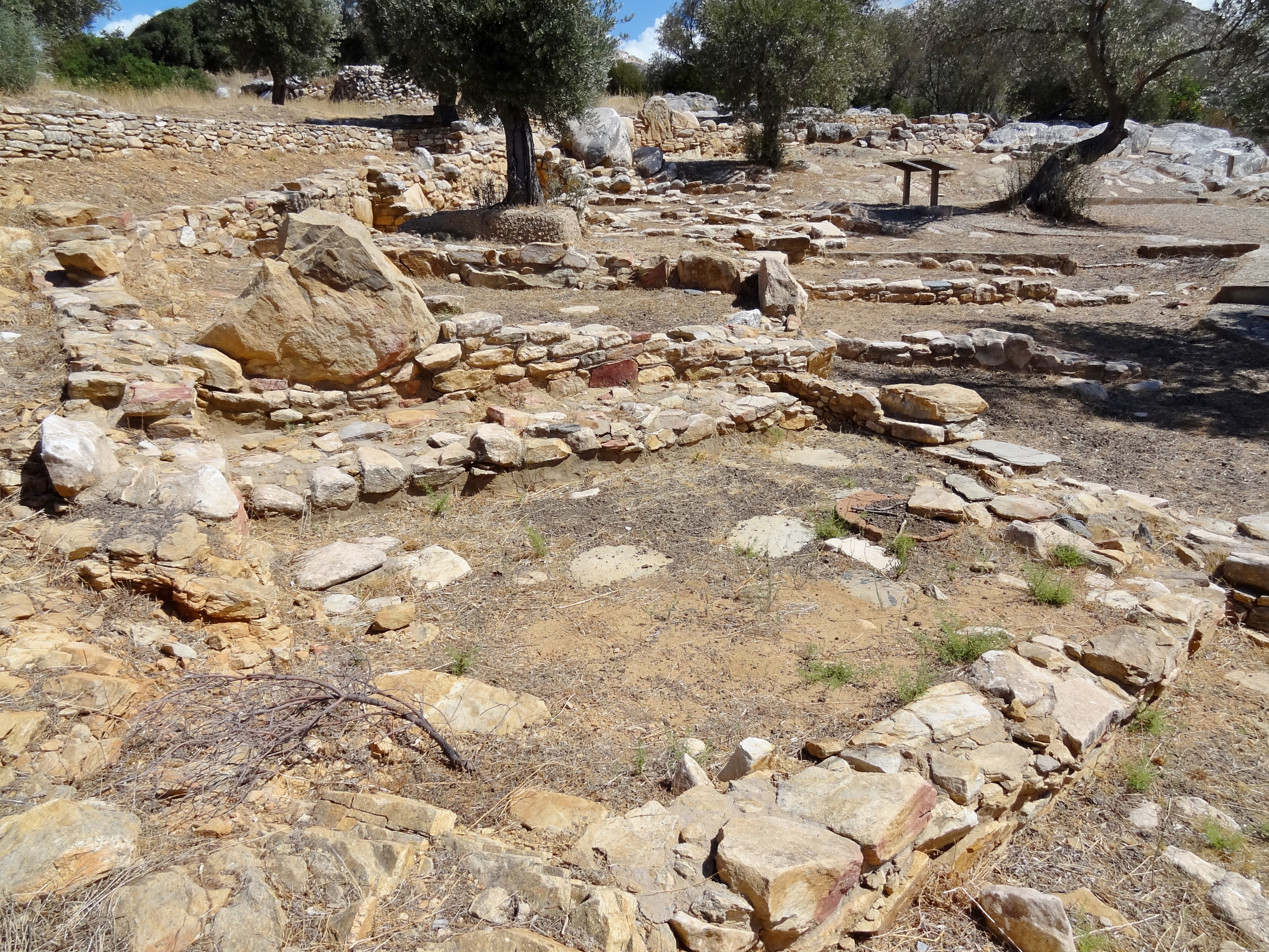
Südwestliche Brandopferstätten

Die ummauerten Terrassen dienten wiederum als Brandopferstätten. Der Fels ist teilweise von den Feuern gerötet. In flachen Gruben wurden die Asche und die Reste der Opfergegenstände, wie Knochen, Keramikreste und Teile von Metallobjekten, gesammelt und mit runden Schieferplatten, die aus dem Grundgestein östlich des Heiligtums stammen, bedeckt, teilweise auch mit Tonscheiben. Unter einer der Schieferplatten entdeckte man einen Keramiktopf, der 94 Astragaloi von Ziegen enthielt. Die südwestlichen Terrassen hatten zunächst einen Zugang, der später durch eine Wand blockiert wurde. Im Süden dieser Opferstätten schuf man, wahrscheinlich im 6. Jahrhundert v. Chr., einen Eingangskorridor von Westen zum Gelände des Heiligtums. Nach einer Beschädigung des älteren oberen Gebäudes an der Ostwand durch eine Bewegung des nebenliegenden Marmorblocks im 6. Jahrhundert v. Chr. baute man es schmaler und mit einer Querwand wieder auf. Es diente nun als Nebengebäude, wahrscheinlich für die Herstellung von rituellen Mahlzeiten des westlich angrenzenden späteren Baus, in den eine u-förmig umlaufende Bank integriert wurde.

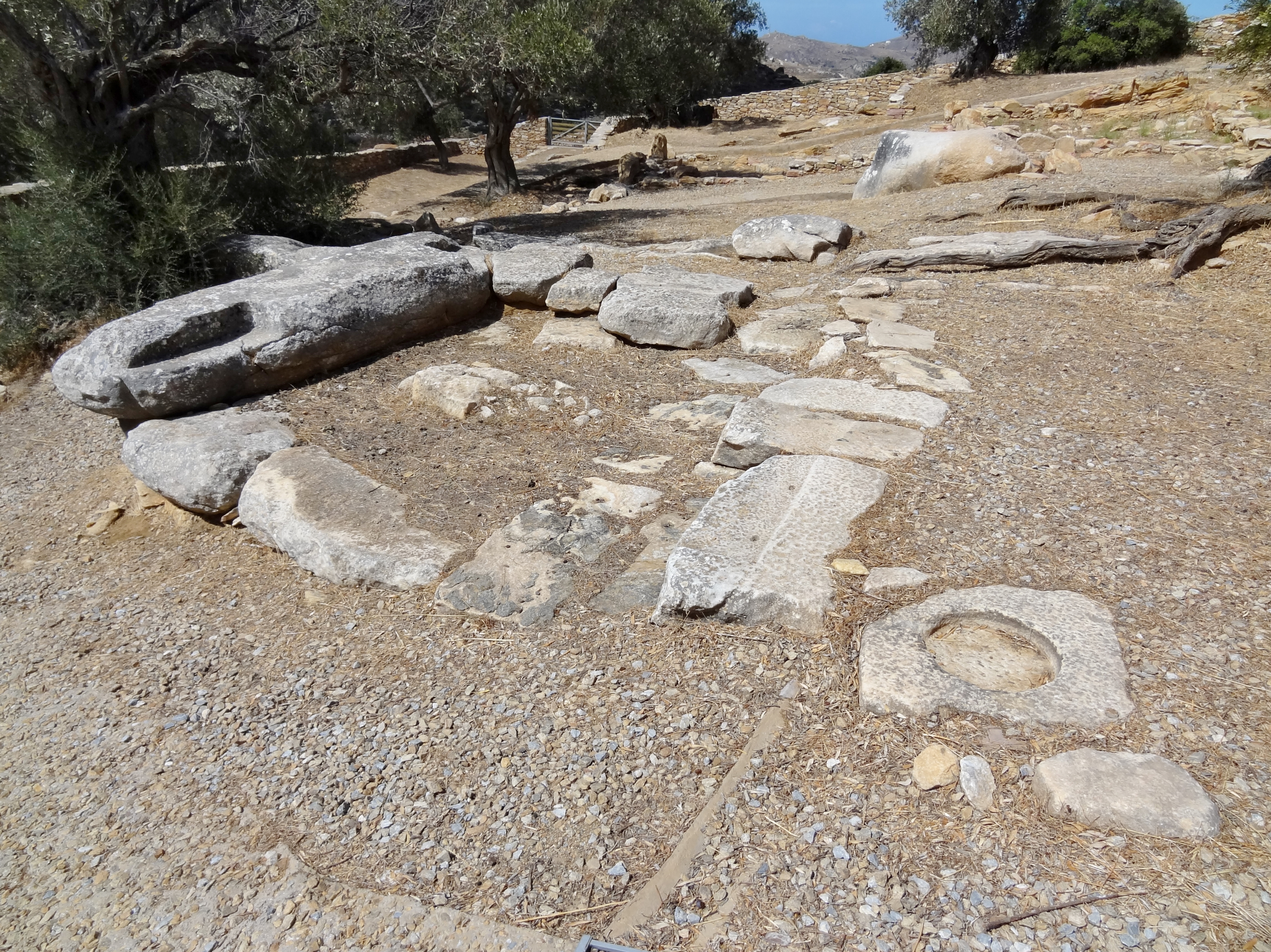
Tempelfundamente (6. Jhdt. v. Chr.)

Das dreiräumige südliche Nebengebäude wurde im 6. Jahrhundert v. Chr. abgerissen und an dessen Stelle etwas westlich ein kleiner Marmortempel errichtet. Der Eingang dieses Tempels befand sich im Nordosten, annähernd in Richtung der oberen beiden Gebäude ausgerichtet. Die Fundamente bestehen aus großen, grob zugeschnittenen Marmorsteinen, die vom Gelände der Ausgrabungsstätte stammen. Die Wände bildeten behauene, etwa rechteckige Marmorblöcke. Vom Dach mit seinem Giebel fand man zahlreiche Reste von Dachziegeln, ebenfalls aus Marmor. Vor dem Tempel befindet sich die Basis für eine kleine Marmorsäule im Boden, ähnlich der, die man im Tempel fand, und auf der möglicherweise eine Statue oder eine Sphinx stand. Mehrere kleine solcher Skulpturen fand man unvollendet innerhalb des Heiligtums.
Das Quellheiligtum bei Flerio wurde in der Antike von den Arbeitern in den benachbarten Marmorsteinbrüchen genutzt, den größten der damaligen Zeit auf Naxos. Die häufigsten Votivgaben waren experimentelle, fehlgeschlagene oder mangelhafte Marmorobjekte. Neben der Verehrung einer chthonischen Fruchtbarkeitsgöttin, bezeugt durch weibliche Tonfiguren sowie eine Vielzahl von Spinnwirteln und Webgewichten, weist eine in der Nähe gefundene Inschrift darauf hin, dass an gleicher Stelle die Zwillingsbrüder Otos und Ephialtes, Giganten der griechischen Mythologie, als Beschützer der Steinbrecher fungierten. Otos und Ephialtes waren Söhne der Erdgöttin Gaia. Nach dem 6. Jahrhundert v. Chr. ging die Bedeutung des Heiligtums allmählich zurück.
Der Bereich wurde bis in unsere Zeit landwirtschaftlich genutzt, davon zeugen Olivenbäume, ein gepflasterter Dreschplatz und mehrere Bienenstöcke, traditionell in liegenden Tonkrügen, nordöstlich des ehemaligen Heiligtums.

## Ausgrabungen
Die Gebäudereste des Heiligtums wurden freigelegt und Besuchern zugänglich gemacht. Die Ausgrabungsstätte befindet sich nahe Flerio (Φλεριό; andere Transkription: Phlerio) etwa einen Kilometer südöstlich des Ortes Melanes (Μέλανες). Die Ausgrabungsstätte ist mit Informationstafeln auf dem gesamten Gelände versehen, die Grabungsfunde sind im Museum von Melanes ausgestellt.